# Gresemund

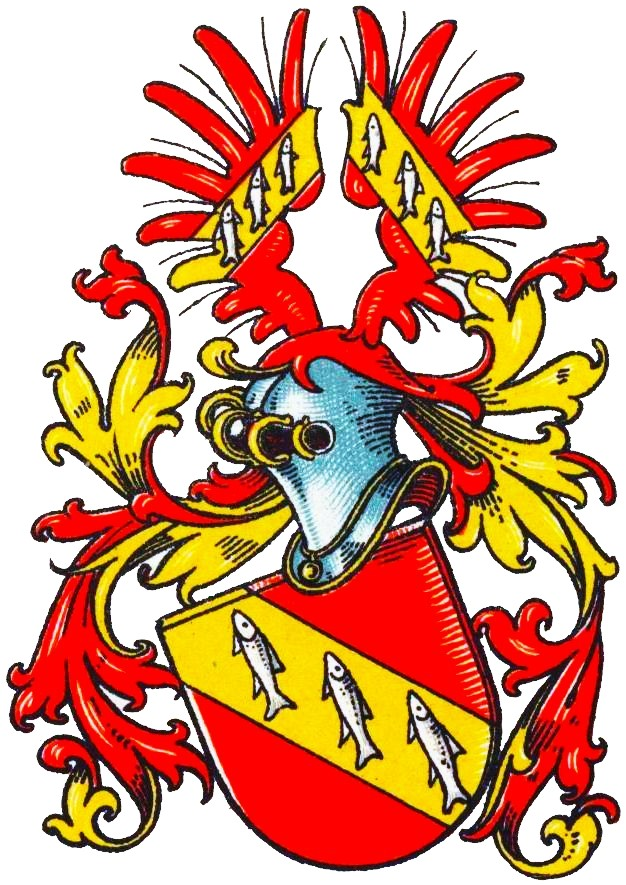
Wappen der Gresemund im Wappenbuch des Westfälischen Adels

Gresemund (auch Gresemunt) ist der Name eines erloschenen westfälischen Patriziergeschlechts.

## Geschichte
Das Geschlecht gehörte zum Soester Patriziat des 15. bis 17. Jahrhunderts. Im 15. Jahrhundert nahm die Familie einen schnellen Aufstieg. Heinrich Gresemund erscheint nach Mitte des 15. Jahrhunderts im Rat der Stadt. 1464 war er noch Zwölfer. 1468 wurde er zum Kämmerer gewählt. Ab 1471 war er mehrfach Soester Bürgermeister. Mehrere seiner Nachkommen waren ebenfalls Mitglieder im Soester Stadtrat. Darüber hinaus war die Familie im noblen Damenstift St. Walburgis vertreten. Auch am Sassendorfer Salzwerk waren sie beteiligt.
Das Geschlecht kam laut Spießen noch 1634 vor. Klocke gibt an, dass Rembert Gresemund auf Haus Koeningen zwischen Soest und Werl 1644 verstarb. Seine einzige Tochter brachte das väterliche Erbe an die von Papen.

## Persönlichkeit
- Dietrich Gresemund (1477–1512), deutscher humanistischer Autor
- Heinrich Gresemund, Bürgermeister der Stadt Soest 1471–1473, 1475–1477, 1484/85, 1487–1489

## Wappen
Blasonierung: In Rot ein goldener Schrägrechtsbalken mit drei pfahlweise gestellten silbernen Fischen beladen. Auf dem Helm mit rot-goldenen Helmdecken ein offener roter Flug mit Balken des Schildes schräg absteigend beladen.